# Germans Quay
Stephen i Timothy Quay, germans bessons nascuts a Norristown (Pennsilvània) i coneguts com els Germans Quay, son dos animadors molt influents, que utilitzen la tècnica del stop-motion amb titelles i altres objectes quotidians. El seu treball ha influït a directors com Tim Burton o Terry Gilliam.

## Carrera
Els Germans Quay resideixen i treballen a Anglaterra, on es van traslladar el 1969 per estudiar en el Royal College of Art de Londres, després d'estudiar il·lustració (Timothy) i cinema (Stephen) a la Universitat de les Arts a Filadèlfia. A Anglaterra van fer els seus primers curtmetratges, que ja no existeixen, ja que les úniques còpies estaven molt deteriorades. Van passar algun temps als Països Baixos a la dècada de 1970 i després van tornar a Anglaterra, on es van unir amb un altre estudiant del Royal College, Keith Griffiths, productor de totes les seves pel·lícules. El 1980 els tres va formar Koninck Studios, situat actualment en Southwark (Londres).
L'obra dels Germans Quay (1979 - present) mostra una àmplia gamma d'influències, sovint esotèriques, començant pels animadors polonesos Walerian Borowczyk i Jan Lenica, continuant amb els escriptors Franz Kafka, Bruno Schulz, Robert Walser i Michel de Ghelderode, els titellaires Wladyslaw Starewicz i Richard Checa Teschner i compositors txecs Leoš Janáček, Zdeněk Lišca i polonès Leszek Jankowski, l'últim dels quals ha creat moltes partitures originals per als seus treballs. L'animador txec Jan Švankmajer, al que van homenatjar en una de les seves peliculas (El gabinet de Jan Švankmajer), també se cita sovint com una influència important. Encara que en realitat, els germans Quay van descobrir a Švankmajer el 1983, quan ja tenien un estil propi. Ells afirmen que la influència més significativa en el seu treball era Walerian Borowczyk, qui feia els curts d'animació i pel·lícules d'acció en viu.
La majoria de les seves pel·lícules d'animació compten amb titelles fetes de parts de nines, altres materials orgànics i inorgànics, situats en llocs d'una atmosfera fosca. Potser el seu treball més conegut és Street of Cocodriles, basat en la novel·la curta amb el mateix nom escrita per Bruno Schulz. Aquest curt va ser triat pel director Terry Gilliam com una de les deu millors pel·lícules d'animació de tots els temps, i el crític Jonathan Romney ho va incloure en la seva llista de les deu millors pel·lícules en qualsevol mitjà, (enquesta a crítics de la revista Sight and Sound en 2002). Han fet dues pel·lícules de llargmetratge d'acció en viu: Institute Benjamenta, produït per Keith Griffiths i Janine Marmot, i The Piano Tuner Of Earthquakes, produït per Keith Griffiths. També van dirigir una seqüència animada de la pel·lícula Frida.

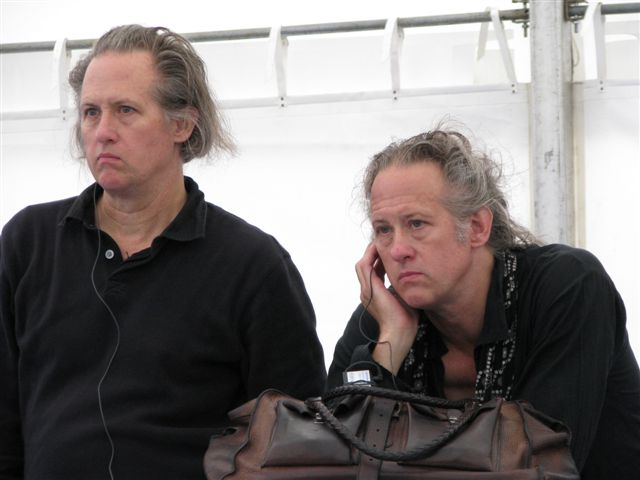
Stephen i Timothy Quay (Germans Quay)

En molt poques excepcions, les seves pel·lícules no tenen diàlegs significatius. Per això, en les seves pel·lícules, la banda sonora és molt important. Moltes dels quals han estat creades especialment per a ells pel compositor polonès Leszek Jankowski. El 2000, van contribuir amb un curtmetratge per a la sèrie Sound On Film de la BBC, en el qual visualitzaven una peça de 20 minutos del compositor d'avantguarda Karlheinz Stockhausen. Sempre que és possible, els Quay prefereixen treballar amb música pregrabada. A més han realitzat diversos videoclips per a grups com, His Name Is Alive, Michael Penn o 16 Horsepower. També van treballar com a animadors en el videoclip dirigit per Stephen R. Johnsonn ''Sledgehammer'' del músic Peter Gabriel, encara que no van quedar contents amb la seva contribució, ja que van considerar el seu treball com una imitació del treball de Jan Švankmajer.
Abans de començar amb el cinema, els Quay van treballar com a il·lustradors professionals. La primera edició de la novel·la d'Anthony Burgess, The Clockwork Testament, or Enderby's End, compta amb els seus dibuixos abans de l'inici de cada capítol. Gairebé tres dècades abans que col·laboressin directament amb Stockhausen, van dissenyar la coberta del llibre Stockhausen: Converses amb el Compositor (ed Jonathan Cott, Simon & Schuster, 1973.). Després de dissenyar portades de llibres de temàtica gòtica i ciència-ficció mentre vivien a Filadèlfia, els Quay van anar creant dissenys suggeridors per a diferents publicacions que reflectien els seus interessos en determinats autors, portades per Italo Calvino, Louis-Ferdinand Céline o L'Estudi de les Pel·lícules d'Andrei Tarkovsky per Mark Li Fanu. Els temes que tractaven aquests autors els interessaven molt, i és que els textos literaris són la font d'inspiració per gairebé la totalitat dels seus projectes de cinema, i els serveixen com a punt de partida per desenvolupar les seves pròpies idees, i no tant com a guions. La seva destresa en el desenvolupament d'il·lustracions i de la cal·ligrafia s'observa en les seves obres amb, títols, intertítulos i crèdits que apareixen escrits a mà.

## Filmografia
| Any  | Títol | Notes                        |
| ---- | --- | ---------------------------- |
| 1979 | Nocturna Artificialia                                                                                           | Curtmetratge                 |
| 1980 | Punch & Judy: Tragical Comedy or Comical Tragedy                                                                | Curtmentratge documental     |
| 1981 | The Eternal Day of Michel De Ghelderode                                                                         | Curtmetratge                 |
| 1981 | Ein Brudermord                                                                                                  | Curtmetratge                 |
| 1982 | Igor: The Paris Years                                                                                           | Curtmentratge documental     |
| 1983 | Janacek: Intimate Excursions                                                                                    | Documental                   |
| 1984 | The Cabinet of Jan Svankmajer                                                                                   | Curtmetratge                 |
| 1986 | Street of Crocodiles                                                                                            | Curtmetratge                 |
| 1987 | Rehearsals for Extinct Anatomies                                                                                | Curtmetratge                 |
| 1987 | This Unnameable Little Broom                                                                                    | Curtmetratge                 |
| 1987 | The Films of the Brothers Quay                                                                                  | Documental                   |
| 1988 | Dramolet: Stille Nacht I                                                                                        | Curtmetratge                 |
| 1991 | The Comb | Curtmetratge                 |
| 1991 | The Calligrapher                                                                                                | Pel·lícula de televisió      |
| 1992 | Tales from the Vienna Woods: Stille Nacht III                                                                   | Curtmetratge                 |
| 1993 | De Artificiali Perspectiva                                                                                      | Curtmetratge                 |
| 1993 | Are We Still Married: Stille Nacht II                                                                           | Curtmetratge                 |
| 1994 | Can't Go Wrong Without You: Stille Nacht IV                                                                     | Curtmetratge                 |
| 1995 | Institute Benjamenta, or This Dream People Call Human Life                                                      | Llargmetratge                |
| 1995 | The Summit | Pel·lícula de televisió      |
| 2000 | In Absentia | Curtmetratge                 |
| 2000 | The Sandman | Pel·lícula de televisió      |
| 2000 | Duet | Curtmetratge                 |
| 2001 | Stille Nacht V: Dog Door                                                                                        | Curtmetratge                 |
| 2003 | Songs for Dead Children                                                                                         | Curtmetratge                 |
| 2003 | The Phantom Museum: Random Forays Into the Vaults of Sir Henry Wellcome's Medical Collection                    | Curtmetratge per a televisió |
| 2005 | The Piano Tuner of Earthquakes                                                                                  | Llargmetratge                |
| 2007 | Eurydice... She, So Beloved                                                                                     | Curtmetratge                 |
| 2009 | Inwentorium sladów                                                                                              | Curtmemtratge documental     |
| 2010 | Maska | Curtmetratge                 |
| 2011 | Through the Weeping Glass: On the Consolations of Life Everlasting (Limbos & Afterbreezes in the Mütter Museum) | Curtmemtratge documental     |
| 2013 | Unmistaken Hands: Ex Voto F.H.                                                                                  | Curtmetratge                 |
| 2015 | I Hear My Name                                                                                                  | Curtmetratge                 |

## Videoclips
| Any  | Grup              | Cancó                                          |
| ---- | ----------------- | ---------------------------------------------- |
| 1986 | Peter Gabriel     | Sledgehammer (Dirigido por Stephen R. Johnson) |
| 1991 | His Name Is Alive | Are We Still Married                           |
| 1993 | His Name Is Alive | Can't Go Wrong Without You                     |
| 1996 | 16 Horsepower     | Black Soul Choir                               |